# 村山暁洋
村山 暁洋（むらやま あきひろ、1980年3月29日 - ）は、日本の男性総合格闘家。長野県松本市出身。東京理科大学理学部物理学科卒業。暁道場所属。元修斗環太平洋ウェルター級王者。元ウェルター級キング・オブ・パンクラシスト。

## 来歴
父親の仕事で3歳まで南米のペルーで過ごした。中学の時にテレビでやっていたK-1を見て格闘技に興味を持つ。レンタルビデオ屋で格闘技雑誌で話題になっていた、UFCの第一回大会を借り、優勝したホイス・グレイシーの習得していたグレイシー柔術を調べると、柔道が源流ということを知り、高校から柔道を始め、高校・大学と柔道を経験。大学3年時にGUTSMAN・修斗道場に入門した。大学在学中は学生寮の和敬塾に入寮。
2002年9月29日、全日本アマチュア修斗選手権ライトヘビー級（-83kg）で3位となった。
2003年9月15日、全日本アマチュア修斗選手権ライトヘビー級で優勝しプロ昇格を決めた。
2003年10月25日、DEMOLITIONの長井憲治戦でプロデビュー。1Rに腕ひしぎ十字固めで一本勝ちを収めた。
2006年6月11日、D.O.G VIで渋谷修身と対戦し、0-1の判定ドロー。
2008年6月22日、CAGE FORCE初出場となったCAGE FORCE 07で藤井陸平と対戦し、0-3の判定負けを喫した。
2009年6月6日、修斗で佐藤洋一郎と対戦し、0-3の判定負け。この試合から階級をライトヘビー級からミドル級に変更した
2011年2月26日、修斗環太平洋ミドル級（-76kg）タイトルマッチで王者の佐藤洋一郎と1年8か月ぶりに再戦し、1-1の判定ドローで王座獲得に失敗した。
2011年6月11日、修斗環太平洋ミドル級タイトルマッチで王者の佐藤洋一郎と再戦し、3-0の判定勝ちを収め王座獲得に成功した。
2011年9月23日、修斗で中村K太郎と対戦し、1Rスリーパーホールドにより一本勝ちを収めた。

### パンクラス
2012年8月5日、初出場となったパンクラスで大類宗次朗と対戦し、1-0の判定ドロー。
2013年6月30日、PANCRASE 248で近藤有己と対戦し、3-0の判定勝ち。
2014年3月30日、PANCRASE 257のウェルター級次期タイトル挑戦者決定戦でチアゴ・ジャンボと対戦し、3-0の判定勝ちを収め挑戦権を獲得した。
2014年8月10日、PANCRASE 260のウェルター級キング・オブ・パンクラス王座決定戦でレッツ豪太と対戦し、0-3の判定負けを喫し王座獲得に失敗した。
2016年3月13日、PANCRASE 276のウェルター級キング・オブ・パンクラスタイトルマッチで王者の鈴木槙吾と対戦し、4RパウンドでTKO勝ちを収め王座獲得に成功した。
2016年10月2日、ウェルター級キング・オブ・パンクラス タイトルマッチで挑戦者の三浦広光と対戦し、0-3の判定負けを喫し王座陥落した。
2016年11月、自身のジム暁道場を開設した。選手としての所属はGUTSMANのままとなる。
2017年12月10日、PANCRASE 292で佐藤天と対戦し、グラウンドパンチでTKO負けを喫した。
2021年10月17日、PANCRASE 324で菊入正行とウェルター級暫定王座決定戦で対戦し、0-3の判定負けを喫し暫定王座獲得に失敗した。

## 戦績

### プロ総合格闘技
| 総合格闘技 戦績 | 総合格闘技 戦績 | 総合格闘技 戦績 | 総合格闘技 戦績 | 総合格闘技 戦績 | 総合格闘技 戦績 | 総合格闘技 戦績 |
| --------------- | --------------- | --------------- | --------------- | --------------- | --------------- | --------------- |
| 48 試合         | (T)KO           | 一本            | 判定            | その他          | 引き分け        | 無効試合        |
| 25 勝           | 6               | 6               | 13              | 0               | 9               | 0               |
| 14 敗           | 3               | 0               | 11              | 0               | 9               | 0               |

| 勝敗 | 対戦相手                       | 試合結果                          | 大会名                                                                             | 開催年月日     |
| ○    | 長岡弘樹                       | 5分3R終了 判定3-0                 | PANCRASE 352                                                                       | 2025年3月9日   |
| ○    | 川中孝浩                       | 5分3R終了 判定3-0                 | PANCRASE 349                                                                       | 2024年11月10日 |
| ×    | 押忍マン洸太                   | 5分3R終了 判定0-3                 | PANCRASE 343                                                                       | 2024年5月25日  |
| ×    | 林源平                         | 5分5R終了 判定0-3                 | PANCRASE 334 【ウェルター級王者決定戦】                                            | 2023年6月4日   |
| ○    | 長岡弘樹                       | 5分3R終了 判定3-0                 | PANCRASE 330                                                                       | 2022年12月25日 |
| ×    | 木下憂朔                       | 1R 1:48 TKO （飛び膝蹴り）        | PANCRASE 327                                                                       | 2022年4月29日  |
| ×    | 菊入正行                       | 5分5R終了 判定0-3                 | PANCRASE 324 【ウェルター級暫定王座決定戦】                                        | 2021年10月17日 |
| ○    | 菊入正行                       | 5分3R終了 判定3-0                 | PANCRASE 320                                                                       | 2020年12月13日 |
| ○    | 近藤有己                       | 5分3R終了 判定3-0                 | PANCRASE 312                                                                       | 2020年2月16日  |
| ×    | J.J.アンブローズ               | 5分3R終了 判定0-3                 | PANCRASE 306                                                                       | 2019年6月30日  |
| ×    | 手塚裕之                       | 5分3R終了 判定0-3                 | PANCRASE 302                                                                       | 2018年12月9日  |
| ○    | 奈良貴明                       | 1R 0:48 TKO（チョークスリーパー） | PANCRASE 296                                                                       | 2018年5月20日  |
| ×    | 佐藤天                         | 1R 4:15 TKO（グラウンドパンチ）   | PANCRASE 292                                                                       | 2017年12月10日 |
| ×    | 三浦広光                       | 5分5R終了 判定0-3                 | PANCRASE 281 【ウェルター級キング・オブ・パンクラス タイトルマッチ】               | 2016年10月2日  |
| ○    | 鈴木槙吾                       | 4R 3:33 TKO（パウンド）           | PANCRASE 276 【ウェルター級キング・オブ・パンクラス タイトルマッチ】               | 2016年3月13日  |
| ○    | 窪田幸生                       | 5分3R終了 判定3-0                 | PANCRASE 270                                                                       | 2015年10月4日  |
| ○    | ダニエル・"ニンジャ"・ロバーツ | 5分3R終了 判定2-1                 | PANCRASE 266                                                                       | 2015年4月26日  |
| ○    | 鈴木槙吾                       | 3R 0:27 TKO（右フック→パウンド）  | PANCRASE 263                                                                       | 2014年12月6日  |
| ×    | レッツ豪太                     | 5分3R終了 判定0-3                 | PANCRASE 260 【ウェルター級キング・オブ・パンクラス決定戦】                        | 2014年8月10日  |
| ○    | チアゴ・ジャンボ               | 5分3R終了 判定3-0                 | PANCRASE 257                                                                       | 2014年3月30日  |
| △    | 白井祐矢                       | 5分3R終了 判定1-0                 | TRIBE TOKYO FIGHT 〜長南亮引退興行〜                                               | 2013年10月20日 |
| ○    | 近藤有己                       | 5分3R終了 判定3-0                 | PANCRASE 248                                                                       | 2013年6月30日  |
| △    | 佐藤豪則                       | 5分3R終了 判定0-0                 | PANCRASE 246                                                                       | 2013年3月17日  |
| ○    | 中村勇太                       | 5分2R終了 判定3-0                 | PANCRASE 245                                                                       | 2013年2月3日   |
| △    | 大類宗次朗                     | 5分3R終了 判定1-0                 | PANCRASE 2012 PROGRESS TOUR                                                        | 2012年8月5日   |
| ○    | 中村K太郎                      | 1R 2:30 スリーパーホールド        | 修斗 SHOOTOR'S LEGACY 04                                                           | 2011年9月23日  |
| ○    | 佐藤洋一郎                     | 5分3R終了 判定3-0                 | 修斗 SHOOTING DISCO 15 〜がんばろう! 日本〜 【修斗環太平洋ミドル級タイトルマッチ】 | 2011年6月11日  |
| △    | 佐藤洋一郎                     | 5分3R終了 判定1-1                 | 修斗 SHOOTING DISCO 14 〜365歩のマーチ〜 【修斗環太平洋ミドル級タイトルマッチ】    | 2011年2月26日  |
| ○    | カン・ジョンミン               | 3R 3:31 スリーパーホールド        | 修斗 SHOOTO GIG TOKYO Vol.5                                                        | 2010年8月7日   |
| ×    | 高木健太                       | 1R 0:48 KO（右肘打ち）            | CAGE FORCE                                                                         | 2010年4月11日  |
| ×    | 佐藤洋一郎                     | 5分2R終了 判定3-0                 | 修斗 SHOOTING DISCO 9 〜スーパーマン〜                                             | 2009年6月6日   |
| △    | 一慶                           | 3分3R終了 判定0-0                 | CAGE FORCE 10                                                                      | 2009年4月25日  |
| ×    | 藤井陸平                       | 5分3R終了 判定0-3                 | CAGE FORCE 07                                                                      | 2008年6月22日  |
| ○    | 洋樹                           | 5分3R終了 判定3-0                 | 修斗 SHOOTING DISCO 4 〜ボーン イン ザ ☆ ファイティング〜                          | 2008年2月23日  |
| ○    | チョモランマ1/2                | 1R 3:32 TKO（パウンド）           | 修斗 SHOOTING DISCO 3 〜エブリバディー ファイト ナウ〜                             | 2007年10月20日 |
| ○    | 安達明彦                       | 2R 2:29 腕ひしぎ十字固め          | 修斗 SHOOTING DISCO 2 〜今夜はヒートアップ〜                                       | 2007年8月5日   |
| ○    | 古川"ジュウザ"誠史             | 1R 0:39 V1アームロック            | 修斗 下北沢修斗劇場 第17弾 〜男はつよいよ〜                                        | 2007年3月4日   |
| △    | 安達明彦                       | 5分2R終了 判定1-0                 | 修斗 下北沢修斗劇場 第16弾 〜燃えろいい男〜                                        | 2006年10月1日  |
| △    | 渋谷修身                       | 5分2R終了 判定0-1                 | D.O.G VI                                                                           | 2006年6月11日  |
| ○    | 余膳正志                       | 5分2R終了 判定3-0                 | 修斗 下北沢修斗劇場 第13弾 〜Soulful Fight〜                                       | 2005年10月28日 |
| ○    | 芦川祥教                       | 1R 0:25 TKO（パウンド）           | 修斗 下北沢修斗劇場 第12弾 〜Shootor's Summer〜                                    | 2005年7月14日  |
| ○    | 島川敦行                       | 1R 2:16 TKO（パウンド）           | 修斗 下北沢修斗劇場 第11弾 〜後楽園へ行こう!〜                                     | 2005年6月3日   |
| ×    | ペトラス・モリカビュチス       | 5分2R終了 判定                    | Shooto Lithuania: Bushido                                                          | 2004年11月20日 |
| △    | 高橋渉                         | 5分2R終了 判定1-0                 | DEMOLITION 040919                                                                  | 2004年9月19日  |
| ○    | 森山大                         | 2R 1:56 TKO（タオル投入）         | DEMOLITION 040711                                                                  | 2004年7月11日  |
| ×    | 佐藤隆平                       | 5分2R終了 判定0-3                 | 修斗 下北沢修斗劇場 第9弾 〜熱中時代・稽古編〜                                     | 2004年4月16日  |
| △    | 外山慎平                       | 5分2R終了 判定0-0                 | DEMOLITION 031227                                                                  | 2003年12月27日 |
| ○    | 長井憲治                       | 1R 4:42 腕ひしぎ十字固め          | DEMOLITION 031025                                                                  | 2003年10月25日 |

## 獲得タイトル
- 第10回全日本アマチュア修斗選手権 ライトヘビー級 優勝（2003年）
- 第4代修斗環太平洋ウェルター級王座（2011年）
- 第9代ウェルター級キング・オブ・パンクラス王座（2016年）